# Bohemians Praha 1905
A Bohemians Praha 1905 egy cseh labdarúgócsapat, melynek székhelye Prágában található. Jelenleg a cseh labdarúgó-bajnokság első osztályában szerepel. Hazai mérkőzéseiket a 7500 fő befogadására alkalmas Ďolíčekben játsszák.

## Történelem

### Névváltozások
1905 AFK Vršovice
1927 Bohemians AFK Vršovice
1941 Bohemia AFK Vršovice
1945 Bohemians AFK Vršovice
1948 Sokol Vršovice Bohemians
1949 Sokol Železničaři Bohemians Praha
1950 Sokol Železničaři Praha
1951 Sokol ČKD Stalingrad Praha
1953 Spartak Praha Stalingrad
1962 ČKD Praha
1965 Bohemians ČKD Praha
1993 Bohemians Praha
1999 CU Bohemians Praha
2001 Bohemians Praha
2005 Bohemians 1905

## Sikerek
- Csehszlovák bajnokság: 
  - 1. hely: 1982–83
- Csehszlovák kupa: 
  - 2. hely: 1982
- Csehszlovák másodosztály: 
  - 1. hely: 1998–99 , 2008–09
  - 2. hely: 2006–07

### Európai kupákban való szereplés
| Szezon  | Sorozat   | Forduló | Ellenfél      | Hazai | Idegenbeli | Össz. |
| ------- | --------- | ------- | ------------- | ----- | ---------- | ----- |
| 1982–83 | UEFA-kupa | 1.      | Admira/Wacker | 5–0   | 2–1        | 7–1   |
| 1982–83 | UEFA-kupa | 2.      | Saint-Étienne | 4–0   | 0–0        | 4–0   |
| 1982–83 | UEFA-kupa | 3.      | Servette      | 2–1   | 2–2        | 4–3   |
| 1982–83 | UEFA-kupa | ND      | Dundee United | 1–0   | 0–0        | 1–0   |
| 1982–83 | UEFA-kupa | ED      | Anderlecht    | 0–1   | 1–3        | 1–4   |

## Játékosok

### Jelenlegi keret
2013. szeptember 16. szerint.
| #  |     | Poszt | Név                                                 |
| -- | --- | ----- | --------------------------------------------------- |
| 1  | SVK | K     | Peter Gabriš                                        |
| 2  | CZE | V     | Jiří Ptáček                                         |
| 3  | CZE | V     | Jan Hauer                                           |
| 4  | CZE | KP    | Josef Jindřišek                                     |
| 5  | CZE | KP    | David Bartek                                        |
| 6  | CZE | KP    | Martin Kolář                                        |
| 7  | UKR | KP    | Dmytro Yeremenko (kölcsönben a Metalist Kharkivtól) |
| 8  | CZE | V     | Václav Kalina                                       |
| 9  | CZE | CS    | Matěj Štochl                                        |
| 10 | SEN | CS    | Moustapha Ndiaye (kölcsönben a Slovan Liberectől)   |
| 11 | CZE | V     | Radek Šírl (kölcsönben a Viktoria Plzeňtől)         |
| 12 | CZE | K     | Martin Berkovec (kölcsönben a Slavia Prahatól)      |
| 13 | CZE | V     | Jan Růžička                                         |

| #  |     | Poszt | Név                                                   |
| -- | --- | ----- | ----------------------------------------------------- |
| 14 | CZE | V     | Michal Šmíd                                           |
| 15 | CZE | V     | Daniel Krch                                           |
| 16 | CZE | KP    | Jan Moravec                                           |
| 17 | CZE | KP    | Jakub Hora (kölcsönben a Viktoria Plzeňtől)           |
| 19 | CZE | K     | Jiří Havránek                                         |
| 20 | CZE | KP    | Jakub Rada                                            |
| 22 | CZE | KP    | Petr Nerad                                            |
| 23 | CZE | KP    | Lukáš Budínský                                        |
| 24 | CZE | KP    | Milan Havel                                           |
| 25 | CZE | CS    | Adam Klavík (kölcsönben a Dynamo České Budějovicetől) |
| 27 | SVK | V     | Martin Cseh                                           |
| 30 | CZE | V     | Jakub Štochl (kölcsönben a FK Jablonectől)            |